# Categorie 7-kabel

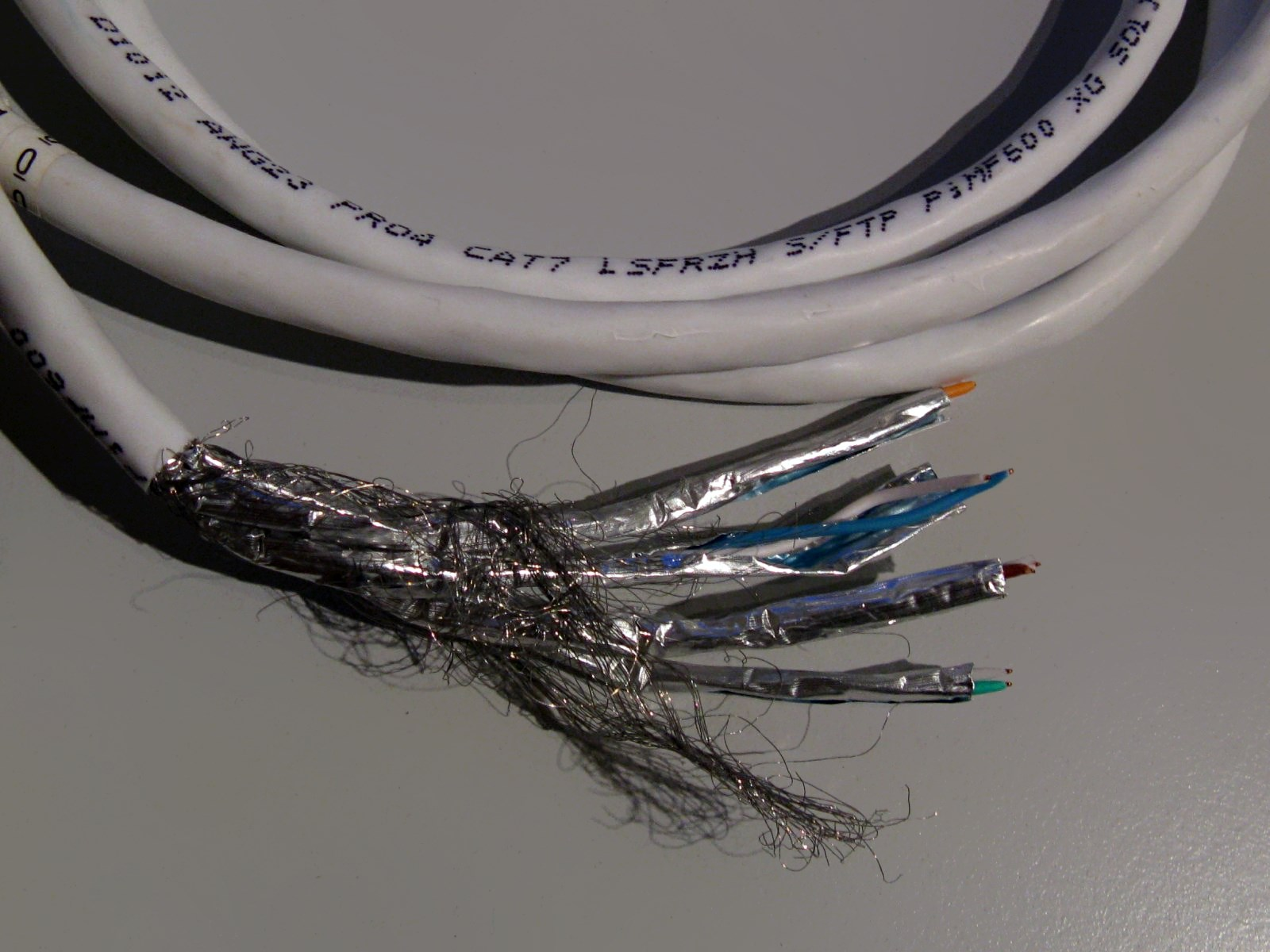
Categorie 7 S/FTP-kabel

Categorie 7-kabel (in het Engels Category 7, vaak afgekort tot Cat7) is een kabelstandaard voor netwerkkabels.

## Beschrijving
Cat7 (ISO/IEC 11801:2002 category 7/class F) is een standaard voor ethernet en andere verbindingstechnieken die backwards compatibel zijn met de gebruikelijke Cat5- en Cat6-ethernetkabel. Cat7 heeft een nog striktere specificatie tegen overspraak en ruis dan Cat6. Om dit te bereiken, is er over de individuele kabelparen en over de hele kabel afscherming aangebracht.

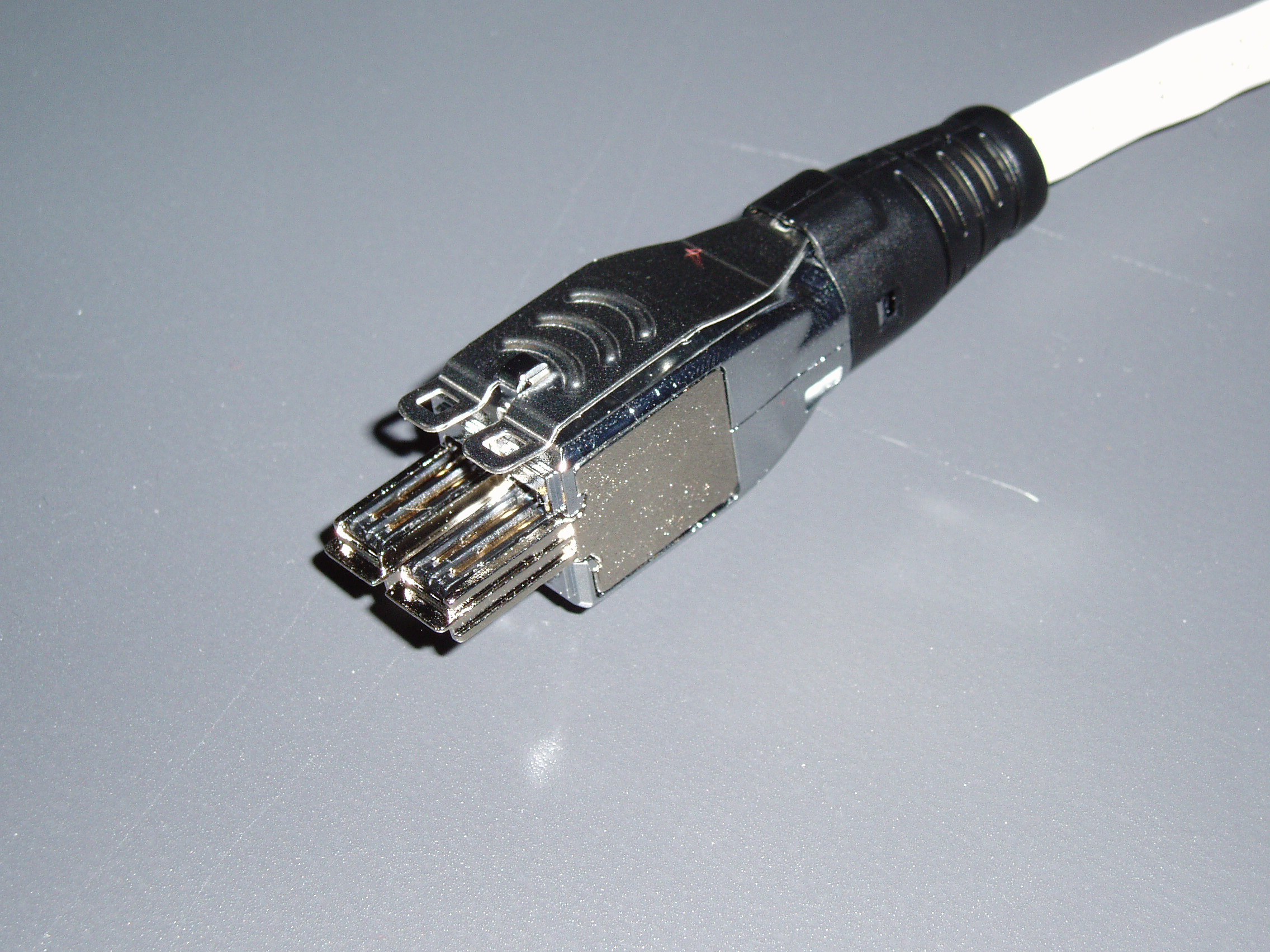
TERA-connector

De Cat7-kabelstandaard is gemaakt om 10 Gigabit Ethernet over een koperkabel te vervoeren, ook al wordt hiervoor nu ook Cat6A-kabel gebruikt. De kabel bevat vier gedraaide koperen kabelparen, net als de eerdere standaarden. Cat7 kan door zowel een RJ-45-GG45-connector worden aangesloten als met TERA-connectoren. Gecombineerd met GG45- of TERA-connectoren kan Cat7-kabel frequenties tot 600 MHz behalen. 
De nieuwere Cat6A standaard uit 2009 is eveneens geschikt voor 10 Gbit/s, zonder dat daarbij een nieuw soort connector nodig is. In de praktijk wordt Cat6A daardoor veel breder ondersteund.
In november 2007 toonden onderzoekers aan dat het "zeker mogelijk" was om 100 gigabit per seconde over 70 meter Cat7-kabel te vervoeren. Daarna werkten zij aan het uitbreiden tot 100 m. Deze technologie moest begin 2013 beschikbaar zijn.
Cat1 · Cat2 · Cat3 · Cat4 · Cat5/5e · Cat6/6a · Cat7/7a · Cat8/8.1/8.2